# Pierre Baour-Lormian
Pierre-Marie-François Baour-Lormian, né Louis-Pierre-Marie-François Baour à Toulouse le 24 mars 1770, et à mort à Paris le 18 décembre 1854, est un poète et écrivain français, membre de l’Académie française.

## Biographie

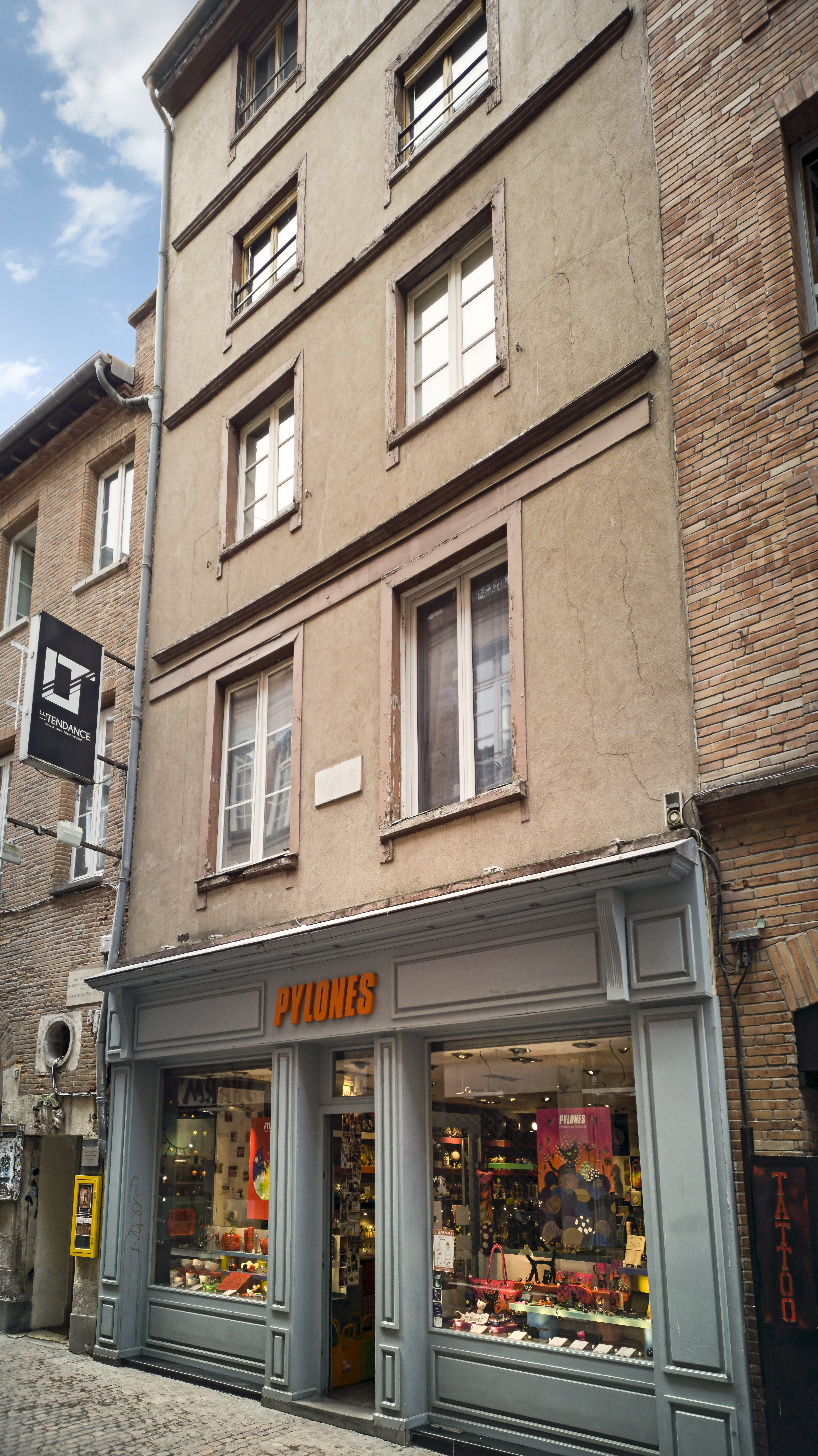
Maison natale de Pierre Baour-Lormian à Toulouse

Pierre Baour-Lormian naît à Toulouse, rue Saint-Rome (actuel no 41) le 24 mars 1770, et est baptisé le 28 mars suivant. Il est le fils de l'imprimeurJean-François Baour et de son épouse, Marie Barthélémie Fontes. Il effectue ses études au collège de l'Esquile.
Il publie d'abord des satires dans sa ville natale puis, à Paris, des traductions en vers, en 1795 de La Jérusalem délivrée (de Torquato Tasso, dit Le Tasse, 1581) et en 1801 des poésies d'Ossian. Il fait représenter en 1809 avec succès une tragédie en 5 actes Omasis ou Joseph en Égypte et donne des opéras : Jérusalem délivrée, Aminte, Alexandre à Babylone. Il s'exerce dans un autre genre littéraire, l’épopée en 1812 dans l’Atlantide et le Géant de la Montagne. En 1819, il refond sa traduction du Tasse qui est restée son œuvre principale. Dans ses dernières années, devenu aveugle, il met en vers le poème de Job.
Il est élu membre de l'Académie française le 29 mars 1815.
Il est cependant plus connu du grand public pour son distique écrit contre Ponce-Denis Écouchard-Lebrun :
Le Brun de gloire se nourrit
Aussi voyez comme il maigrit
qui s'attira de l'intéressé la réponse immédiate :
Sottise entretient l'embonpoint
Aussi Baour ne maigrit point.

## Principales œuvres
- Poésies Galliques (1801)
- Omasis (1806)
- Mahomet II (1810)
- Veillées poétiques et morales (1811)
- Fêtes de l'Hymen
- La Jérusalem délivrée Opéra (1812)
- Poésies d'Ossian (1827)
- Légendes, ballades et fabliaux (1829)